# 오쓰카 쇼타
오쓰카 쇼타(일본어: 大塚 翔太, 1987년 5월 15일 ~ )는 일본의 전 축구 선수이다.

## 구단 경력
과거 미토 홀리호크에서 활동하였다.